# Monumento a las Víctimas de la Ocupación Alemana
El Monumento a las Víctimas de la Ocupación Alemana es un monumento creado en memoria de la invasión alemana de Hungría, localizado en la plaza de la Libertad de Budapest. El monumento ha generado controversia y por parte de organizaciones de la comunidad judía, las cuales alegan que el monumento absuelve al estado húngaro de su colaboración y complicidad con la Alemania Nazi en el Holocausto.

## Historia
El monumento fue anunciado a finales de 2013 y fue aprobado en una sesión de gabinete en víspera de Año Nuevo de 2013, el monumento fue construido en la noche de 20 y 21 de julio de 2014.

## Descripción
El monumento presenta una estatua de piedra del Arcángel Gabriel, un símbolo nacional de Hungría, siendo atacado por una águila con sus garras extendidas, similar escudo de armas de Alemania, que representa la invasión Nazi y ocupación de Hungría en marzo de 1944. La fecha "1944" se encuentra en el tobillo del águila. La base del monumento lleva la inscripción "En memoria de las víctimas".

## Galería

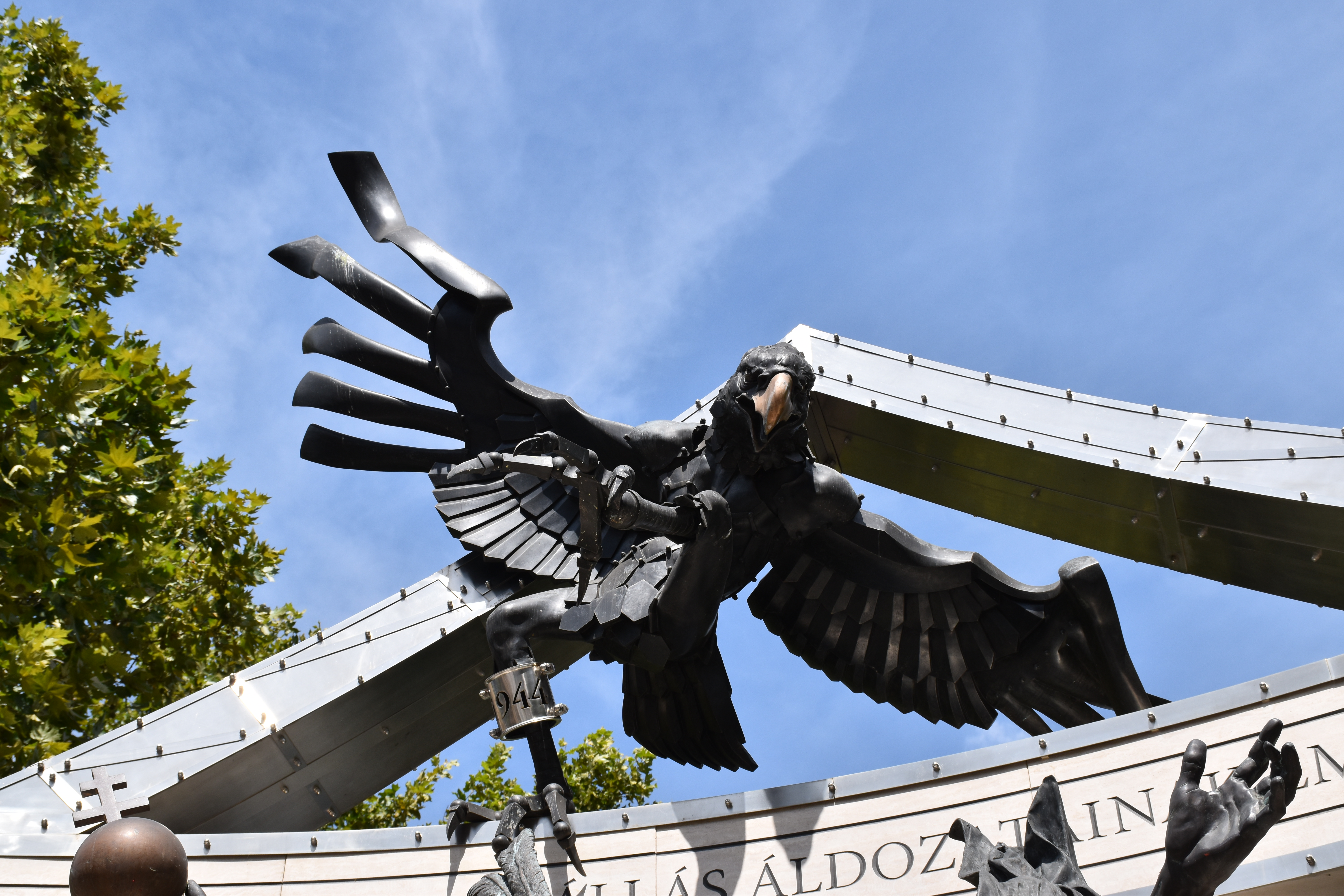
Detalle del águila
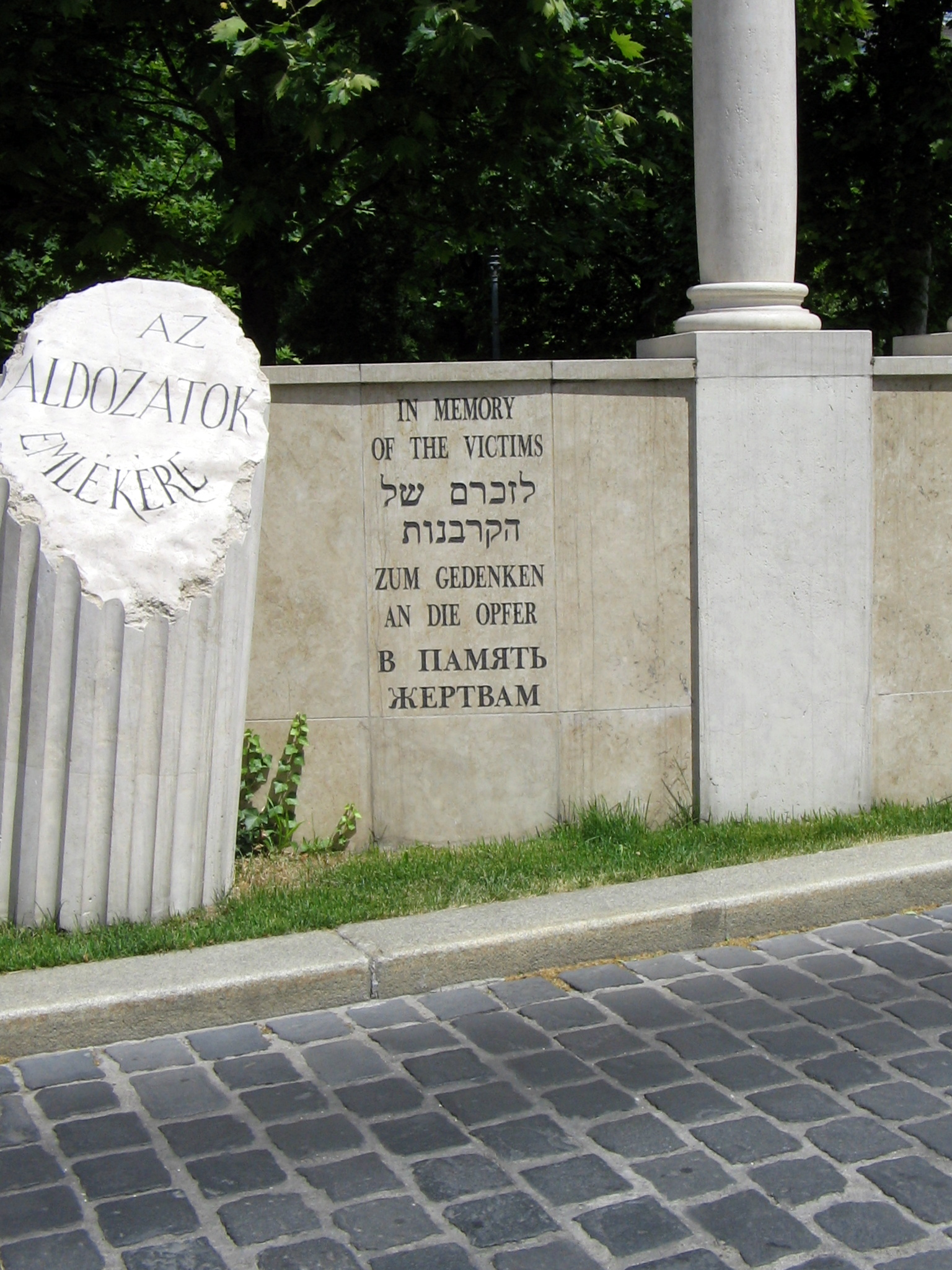
Inscripción del monumento